# Bambylor
Bambylor (en francès: communauté rurale de Bambylor) és un municipi del Senegal, situat al departament de Rufisque a la regió de Dakar. El municipi, que es troba a una trentena de quilòmetres de la ciutat de Dakar, compta amb una població de 3.050 habitants.
Des del 1997 que el municipi està agermanat amb la ciutat de Manresa (el Bages, Catalunya). La relació de Bambylor amb Manresa va començar el 1989, quan l'Associació d'Amics de la Unesco de Manresa va organitzar un camp de treball per ajudar a la repoblació forestal d'aquesta població. L'experiència va ser molt positiva i els contactes no van cessar. La creació del Consell de Solidaritat l'any 1995, per part de l'Ajuntament de Manresa, va enfortir encara més els llaços entre els dos pobles després de l'agermanament entre Manresa i Bambylor l'any 1997. A Manresa hi ha un carrer amb el nom de Bambylor.

## Agermanaments
- Manresa, Bages, Catalunya